# Godfrey Khotso Mokoena
Godfrey Khotso Mokoena (Heidelberg, 6 marzo 1985) è un lunghista e triplista sudafricano.

## Palmarès
| Anno | Manifestazione          | Sede           | Evento         | Risultato | Prestazione | Note                                     |
| ---- | ----------------------- | -------------- | -------------- | --------- | ----------- | ---------------------------------------- |
| 2003 | Giochi panafricani      | Abuja          | Salto in lungo | Bronzo    | 7,83 m      |                                          |
| 2003 | Giochi panafricani      | Abuja          | Salto triplo   | Argento   | 16,28 m     |                                          |
| 2004 | Mondiali juniores       | Grosseto       | Salto in lungo | Argento   | 8,09 m      |                                          |
| 2004 | Mondiali juniores       | Grosseto       | Salto triplo   | Oro       | 16,77 m     |                                          |
| 2006 | Giochi del Commonwealth | Melbourne      | Salto triplo   | Argento   | 16,95 m     |                                          |
| 2006 | Campionati africani     | Bambous        | Salto in lungo | Argento   | 8,45 m      |                                          |
| 2006 | Campionati africani     | Bambous        | Salto triplo   | Argento   | 16,67 m     |                                          |
| 2007 | Giochi panafricani      | Algeri         | Salto in lungo | Bronzo    | 7,99 m      |                                          |
| 2007 | Mondiali                | Osaka          | Salto in lungo | 5º        | 8,19 m      |                                          |
| 2008 | Mondiali indoor         | Valencia       | Salto in lungo | Oro       | 8,08 m      |                                          |
| 2008 | Giochi olimpici         | Pechino        | Salto in lungo | Argento   | 8,24 m      |                                          |
| 2009 | Mondiali                | Berlino        | Salto in lungo | Argento   | 8,47 m      |                                          |
| 2010 | Mondiali indoor         | Doha           | Salto in lungo | Argento   | 8,08 m      |                                          |
| 2010 | Campionati africani     | Nairobi        | Salto in lungo | Oro       | 8,23 m      |                                          |
| 2011 | Mondiali                | Taegu          | Salto in lungo | 15º (q)   | 8,00 m      |                                          |
| 2012 | Giochi olimpici         | Londra         | Salto in lungo | 8º        | 7,93 m      |                                          |
| 2013 | Mondiali                | Mosca          | Salto in lungo | 7º        | 8,10 m      |                                          |
| 2014 | Giochi del Commonwealth | Glasgow        | Salto triplo   | Oro       | 17,20 m     | Miglior prestazione personale stagionale |
| 2014 | Campionati africani     | Marrakech      | Salto in lungo | Argento   | 8,02 m      |                                          |
| 2014 | Campionati africani     | Marrakech      | Salto triplo   | Oro       | 17,03 m     |                                          |
| 2015 | Mondiali                | Pechino        | Salto in lungo | 13º (q)   | 7,98 m      |                                          |
| 2015 | Mondiali                | Pechino        | Salto triplo   | 9º        | 16,81 m     |                                          |
| 2015 | Giochi panafricani      | Brazzaville    | Salto triplo   | dns       | dns         |                                          |
| 2016 | Campionati africani     | Durban         | Salto triplo   | Bronzo    | 16,77 m     |                                          |
| 2016 | Giochi olimpici         | Rio de Janeiro | Salto triplo   | 21º (q)   | 16,51 m     |                                          |
| 2018 | Mondiali indoor         | Birmingham     | Salto in lungo | 14º       | 7,53 m      | Miglior prestazione personale stagionale |
| 2018 | Campionati africani     | Asaba          | Salto triplo   | Argento   | 16,83 m     |                                          |

## Altre competizioni internazionali
2014
- Argento in Coppa continentale ( Marrakech), salto triplo - 17,35 m
- Vincitore della Diamond League nella specialità del salto in lungo (12 punti)